# Ignasi Garcia i Barba
Ignasi Garcia i Barba (Barcelona, 1964) és un autor teatral, guionista i director escènic català.
Roger Justafré, en el pròleg d'Imagine i Tinc feina (1997) va dir que el teatre d'Ignasi Garcia
| « | és un enllaç entre la seva generació i la dels, diguem-ne, realistes de tota la vida […] Pensem que Albert de la Torre, en el text del programa de mà de Preludi en dos temps tenia molta raó en afirmar aquesta «voluntat d'autor» que sempre hi ha en Garcia i Barba. Aquesta seva voluntat de no ser ‘autor d'una obra, d'una flor que no fa estiu, sinó una de les veus més sòlides i consolidades del teatre català actual.’ | » |

Més tard, amb motiu de la publicació de l'obra Futur perfecte l'any 2006, el mateix Ricard Salvat també va dir:
| « | Té al seu darrere una llarga llista d'obres i una considerable experiència en el món de la televisió. Garcia té el do del diàleg i el sentit de l'última fluidesa narrativa. Hem llegit i rellegit la majoria de les seves obres anteriors i trobem que hi ha, en tota la seva trajectòria, una gran coherència, molt conseqüent amb els propòsits exposats en els textos de presentació que acompanyen la publicació d'algunes de les seves primeres obres. | » |
| — | |   |

## Obres destacades
- Treball de recerca (2019), obra guanyadora del Premi de Teatre Pepe Alba Ciutat de Sagunt de l'any 2018.[4]
- En un lugar de la Mancha (2013)[5]
- Mars de Gespa/La Finestra/Sota Terra (2008)[6]
- Marina/Preludi en dos temps/El bosc que creix (2006)[7]
- Rutas de Alto Riesgo (2006)-edicions de l'Ajuntament de Guadalajara
- El chip experimental (2007), obra de teatre (en castellà)[8]
- Futur Perfecte (2006)
- Reconstrucció dels fets (2000)
- La decisió de Vilaneta (1999)
- Camí de Tombuctú (1994)[9]
- Amanecer en Orán (1994) -publicada per Caja España